# Enizemum huronense
Enizemum huronense är en stekelart som beskrevs av Dasch 1964. Enizemum huronense ingår i släktet Enizemum och familjen brokparasitsteklar. Inga underarter finns listade i Catalogue of Life.